# Klára Ungár
Klára Ungár (Budapeste, 14 de agosto de 1958) é uma política húngara. Ela é membro fundadora do partido Fidesz, membro do parlamento húngaro de 1990 a 1998 e uma das primeiras políticas abertamente homossexuais na Hungria.

## Carreira
Em 1988, Klára participou da fundação do partido Fidesz, sigla do presidente Viktor Orbán, onde defendeu valores liberais dentro do partido.
Ela fez parte da Assembleia Nacional de 1990 a 1998.
Klára abandonou a carreira política em 2014, quando Viktor Orbán foi reeleito presidente da Hungria pela terceira vez.